# Фуладжък
Фуладжък (на турски: Fulacık; на гръцки: Φουλατζίκι, Фуладзики, катаревуса Φουλατζίκιον, Фуладзикион) е село в Турция, Вилает Коджаели, Околия Карамюрсел.

## География
Селото се намира югозападно от Измит (Никомидия).

## История
В началото на ΧΧ век Фуладжък е гръцко село със 700 къщи и 2500 жители в Османската империя, известно като Кючук Юнанистан, тоест Малка Гърция. През юни 1920 година турска банда от 600 души, начело с Хаджи Мехмед, командир на жандармерията в Карамюрсел, обграждат селото, събират намереното оръжие, пари и бижута, заколват свещеника Филипос Калокидис, събират 300 мъже над 14 години в църквата „Свети Георги“ и я запалват. Една година след клането на 7 – 11 юни 1921 година районът е окупиран от гръцката армия, но след краха на Гърция в Гръцко-турската война селото остава в Турция. 277 семейства бежанци от Фуладжик се заселват в дойранското село Ашиклар (Европос).